# Tzar: Burden of the Crown
Tzar: The Burden of the Crown (в русской локализации «Огнём и мечом») — стратегия в реальном времени, разработанная болгарской студией Haemimont Games и выпущенная PAN Interactive в 1999 году. Действия игры проходят во времени, похожем на средневековье. Основной целью является завоевание соседних царств и уничтожение всего их хозяйства, или разрушения всего лишь замка — в зависимости от выбранного режима игры. Существует множество различных зданий и боевых единиц, каждые из которых зависят от того, какой из трёх рас вы решили управлять: европейцы, азиаты или арабы. Существует также кампания для одного игрока, в которой игрок должен выполнить поставленные ему задания, такие как уничтожение всех сил противника или защита крепости от нападающих. Игра также включает в себя редактор карт, где игрок может создавать свои собственные карты для игры.
16 июля 2013 г. Вышло цифровое переиздание на площадке  GOG.com, а 6 Июня 2019 г. в Steam.

## Игровой процесс
Действие игры происходит в вымышленном средневековье, где присутствуют магия и различные потусторонние существа. Игровой процесс в целом напоминает игры серии Age of Empires: крестьяне занимаются строительством зданий и добычей ресурсов (еда, дерево, золото, камень), в казармах обучаются войска, количество юнитов увеличивается с помощью строительства домов, и т.д. Вместе с тем, есть и заметные отличия. К примеру, практически все виды войск в Tzar производятся в одном здании — казарме, тира лучников нет, а конюшня лишь открывает доступ к конным войскам и позволяет исследовать улучшения для них. Почти все юниты в игре, за исключением осадных орудий, кораблей и некоторых видов существ, имеют индивидуальные характеристики, которые улучшаются по мере набора ими опыта в бою. В игре также присутствуют три расы, имеющие заметные отличия друг от друга в виде различных уникальных зданий, технологий и боевых единиц.
- Европейцы — собирательный образ стран средневековой Европы. Обладают достаточно мощной, но вместе с тем относительно неповоротливой армией, а также самыми мощными осадными орудиями и кораблями.
- Арабы — собирательный образ различных стран и культур Ближнего Востока. Их армия слабее европейской, но зато более многочисленна и мобильна, благодаря различным видам конных войск. Технологии арабов позволяют им получать большое количество войск при меньших затратах. Кроме того, у арабов имеются очень сильные маги, способные наносить огромный урон противнику.
- Азиаты — собирательный образ стран и культур Дальнего Востока, преимущественно Японии и Китая. Их технологии больше направлены на оборону, а их армия в плане баланса силы и мобильности занимает промежуточное положение между европейской и арабской.

Также у всех трёх рас есть набор из четырёх особых зданий, каждое из которых открывает уникальную ветку технологий. В силу большой стоимости строительства этих зданий, а также дороговизны исследования технологий, из-за ограниченных ресурсов на карте игроку чаще всего приходится выбирать, какое здание построить и какую ветку технологий в дальнейшем развивать. Поэтому эти четыре здания олицетворяют собой четыре различных пути развития: путь Славы, путь Магии, путь Религии и путь Торговли.
- Путь Славы открывается при строительстве Гильдии Воинов. Открываемые при этом технологии способствуют улучшению и усилению регулярных войск: снимается ограничение на количество получаемого опыта, ускоряется его набор, а также быстрее улучшаются характеристики войск. Опытные войска получают возможность становиться Героями — очень сильными боевыми единицами, способными легко уничтожать в больших количествах такие же войска противника, но не имеющие опыта. Путь Славы наиболее эффективен против противника, избравшего путь Религии.
- Путь Магии открывается при строительстве Башни Магов. В Башне Магов исследуются различные заклинания, а также обучаются маги. Маги способны наносить войскам и зданиям противника очень большой урон, а также призывать различных магических существ, намного превосходящих по силе регулярные войска. Путь Магии эффективен против игрока, выбравшего путь Славы.
- Путь Религии открывается при строительстве особого религиозного здания, уникального для каждой расы: Собор у европейцев, Великая Мечеть у арабов, и монастырь Шао-Линь у азиатов. Игрок получает доступ к священникам, способным лечить и благословлять войска, увеличивая тем самым их боеспособность и выживаемость. Кроме того, священники способны эффективно уничтожать магов и магических существ, что делает путь Религии эффективной контрмерой к игроку, выбравшему путь Магии. Также игрок получает в своё распоряжение уникальный боевой юнит: крестоносец у европейцев, воин джихада у арабов и ниндзя у азиатов.
- Путь Торговли открывается при строительстве Гильдии Торговцев. Гильдия Торговцев открывает доступ к торговле ресурсами и увеличивает предел количества юнитов, что позволяет снизить зависимость игрока от ограниченного количества ресурсов на карте и сильнее развить экономику. Европейцам также становится доступен галеон — самый мощный и вместительный боевой корабль в игре. Путь Торговли наиболее эффективен в командной игре, когда игрок берёт на себя управление экономикой, позволяя тем самым союзникам фокусироваться на производстве войск.

## Сюжет кампании
Королевство Кеанор атаковано силами Зла и большей частью лежит в руинах. Старый король мёртв, а местонахождение его сына, принца Сартора, неизвестно.
Сартор же живёт в деревне и осваивает ремесло дровосека, не подозревая о своём королевском происхождении. Однажды на деревню нападают наёмники армии Зла, рыщущие в поисках Сартора, и убивают его дядю. К счастью, самого Сартора успевает спасти от неминуемой смерти маг по имени Гирон. Он рассказывает принцу о его истинном происхождении и обещает помочь ему восстановить королевство Кеанор из руин. Заручившись помощью капитана королевской гвардии Вулина, троица приступает к восстановлению королевства, обучению армии и поиску союзников для решающей битвы с силами Зла.

### Сюжет кампании в российской локализации
В российской локализации игры техническая часть кампании оставлена без изменений, но сюжет радикально изменён, с уклоном в юмористическую часть. Главным героем этой версии кампании является наёмник по имени Горацио, который за своё воинское искусство стал Вечным Воином, каждый раз перерождающимся после смерти в новом месте и времени. После очередного перерождения Горацио оказался в маленькой глухой деревушке и не очень пригодном для сражений теле. Решив поднабраться сил, он осваивает ремесло дровосека, проживая у своего нынешнего дядюшки Буркина. Но однажды на деревню нападает отряд армии наместника сил Зла Сорокопуда, убивает дядю Буркина и едва не убивает самого Горацио, но того вовремя спасает пожилой маг-недоучка по имени Жиров. Он рассказывает наёмнику, что армии Зла вот-вот захватят весь мир, после чего Горацио рискует остаться без работы на ближайшие пару тысяч лет, а значит, ему придётся забыть о личной выгоде и возглавить остатки армии почти полностью уничтоженного королевства Хирон, чтобы этого не допустить. Им удаётся уговорить присоединиться к ним другого наёмника по имени Спартак, который вечно против кого-то восстаёт, и отбить столицу Хирона, после чего трио приступает к поискам магической Сферы, по легенде способной уничтожить Зло раз и навсегда, по пути ища союзников для решающей битвы со Злом.

## Отзывы
| Сводный рейтинг       | Сводный рейтинг |
| Агрегатор             | Оценка          |
| --------------------- | --------------- |
| GameRankings          | 69,03 %         |
| Русскоязычные издания |                 |
| Издание               | Оценка          |
| Absolute Games        | 75/100          |